# 牛津大學基督聖體學院
基督聖體學院（Corpus Christi College）由理查德·福克斯建立於1517年，按成立年份排名，是英國牛津大學第12所成員學院。
基督聖體學院座落於墨頓街，位於墨頓學院和奧里爾學院之間，只有大約230名本科生和120名研究生，按學生人數計算，是牛津大學規模最小的學院之一。自創校至今，學院均以專長於教授古典文學而聞名。
在歷史上，基督聖體學院曾參與譯制《英皇詹姆士欽定版聖經》，而位於學院庭院內，由查爾斯·杜布爾（Charles Turnbull）於1581年豎立的座柱式日晷也是相當有名的。

## 外部連結
- 基督聖體學院官方網頁 （页面存档备份，存于）